# Орандж (Вермонт)
Орандж (англ. Orange) — місто (англ. town) в США, в окрузі Орандж штату Вермонт. Населення — 1048 осіб (2020).

## Демографія
Згідно з переписом 2010 року, у місті мешкали 1072 особи в 425 домогосподарствах у складі 299 родин. Було 489 помешкань
Расовий склад населення:
| - 98,4 % — білих - 0,4 % — корінних американців - 0,3 % — чорних або афроамериканців - 0,3 % — азіатів |

До двох чи більше рас належало 0,4 %. Частка іспаномовних становила 0,7 % від усіх жителів.
За віковим діапазоном населення розподілялося таким чином: 20,9 % — особи молодші 18 років, 66,1 % — особи у віці 18—64 років, 13,0 % — особи у віці 65 років та старші. Медіана віку мешканця становила 44,8 року. На 100 осіб жіночої статі у місті припадало 106,6 чоловіків;  на 100 жінок у віці від 18 років та старших — 104,8 чоловіків також старших 18 років.
Середній дохід на одне домашнє господарство  становив 66 196 доларів США (медіана — 62 829), а середній дохід на одну сім'ю — 72 368 доларів (медіана — 66 346). Медіана доходів становила 47 895 доларів для чоловіків та 36 029 доларів для жінок. За межею бідності перебувало 5,6 % осіб, у тому числі 6,4 % дітей у віці до 18 років та 6,5 % осіб у віці 65 років та старших.
Цивільне працевлаштоване населення становило 543 особи. Основні галузі зайнятості: освіта, охорона здоров'я та соціальна допомога — 28,7 %, публічна адміністрація — 14,9 %, роздрібна торгівля — 14,5 %.